# 부림초등학교 (경북)
부림초등학교는 대한민국 경상북도 경산시 진량읍 부기리에 있는 공립 초등학교이다.

## 학교 연혁
- 1945년 4월 20일 진량북부공립국민학교 개교
- 1956년 10월 1일 부림국민학교로 명칭 변경
- 1996년 3월 1일 부림초등학교로 교명 변경
- 2017년 9월 1일 제30대 박순자 교장 부임
- 2018년 2월 13일 제69회 졸업 (졸업생 총수 6,602명)
- 2018년 3월 1일 초등 14학급(특수학급 1), 유치원 1학급 편성

## 참고 자료
- 부림초등학교 - 한국교육학술정보원 학교알리미